# Дон-Эспедиту-Лопис

Дон-Эспедиту-Лопис на карте штата.

Дон-Эспедиту-Лопис (порт. Dom Expedito Lopes) — муниципалитет в Бразилии, входит в штат Пиауи. Составная часть мезорегиона Юго-восток штата Пиауи. Входит в экономико-статистический микрорегион Пикус. Население составляет 6569 человек на 2010 год. Занимает площадь 218,710 км². Плотность населения — 30,04 чел./км².

## Демография
Согласно сведениям, собранным в ходе переписи 2010 г. Национальным институтом географии и статистики (IBGE), население муниципалитета составляет:
| Полное население                               | Полное население                               | Полное население                               | Полное население                               | 6569  |
| ---------------------------------------------- | ---------------------------------------------- | ---------------------------------------------- | ---------------------------------------------- | ----- |
| в том числе:                                   | Городское население                            | 3572                                           | Процент городского населения, %                | 54,38 |
|                                                | Сельское население                             | 2997                                           | Процент сельского населения, %                 | 45,62 |
|                                                | Мужское население                              | 3221                                           | Процент мужского населения, %                  | 49,03 |
|                                                | Женское население                              | 3348                                           | Процент женского населения, %                  | 50,97 |
| Плотность населения, чел/км²                   | Плотность населения, чел/км²                   | Плотность населения, чел/км²                   | Плотность населения, чел/км²                   | 30,04 |
| Население муниципалитета в % к населению штата | Население муниципалитета в % к населению штата | Население муниципалитета в % к населению штата | Население муниципалитета в % к населению штата | 0,21  |

По данным оценки 2016 года, население муниципалитета составляет 6756 жителей.

## Статистика
- Валовой внутренний продукт на 2003 год составляет 11 221 054,00 реалов (данные: Бразильский институт географии и статистики).
- Валовой внутренний продукт на душу населения на 2003 год составляет 1777,45 реалов (данные: Бразильский институт географии и статистики).
- Индекс развития человеческого потенциала на 2000 год составляет 0,635 (данные: Программа развития ООН).